# بخش برایتون، شهرستان نیکولت، مینه سوتا
بخش برایتون (به انگلیسی: Brighton Township) یک منطقهٔ مسکونی در ایالات متحده آمریکا است که در شهرستان نیکلت، مینه‌سوتا واقع شده‌است.
 بخش برایتون ۴۹٫۴ کیلومتر مربع مساحت و ۱۶۹ نفر جمعیت دارد و ۳۱۱ متر بالاتر از سطح دریا واقع شده‌است.